# Flueggea schuechiana
Flueggea schuechiana är en emblikaväxtart som först beskrevs av Johannes Müller Argoviensis, och fick sitt nu gällande namn av Grady Linder Webster. Flueggea schuechiana ingår i släktet Flueggea och familjen emblikaväxter. Inga underarter finns listade i Catalogue of Life.